# Polské letectvo
Vzdušné síly Polské republiky (polsky Siły Powietrzne) jsou složkou polských ozbrojených sil. Do července 2004 se oficiálně nazývaly Wojska Lotnicze i Obrony Powietrznej („Vojsko letectva a protivzdušné obrany“). V roce 2014 se skládaly z přibližně 16 425 členů vojenského personálu a z přibližně 355 letadel, která jsou rozmístěna na 10 základnách po celém Polsku. Polské letectvo patří v současnosti mezi nejsilnější ve střední Evropě a od roku 2008 je vybaveno stíhačkami Lockheed Martin F-16C/D.

## Struktura

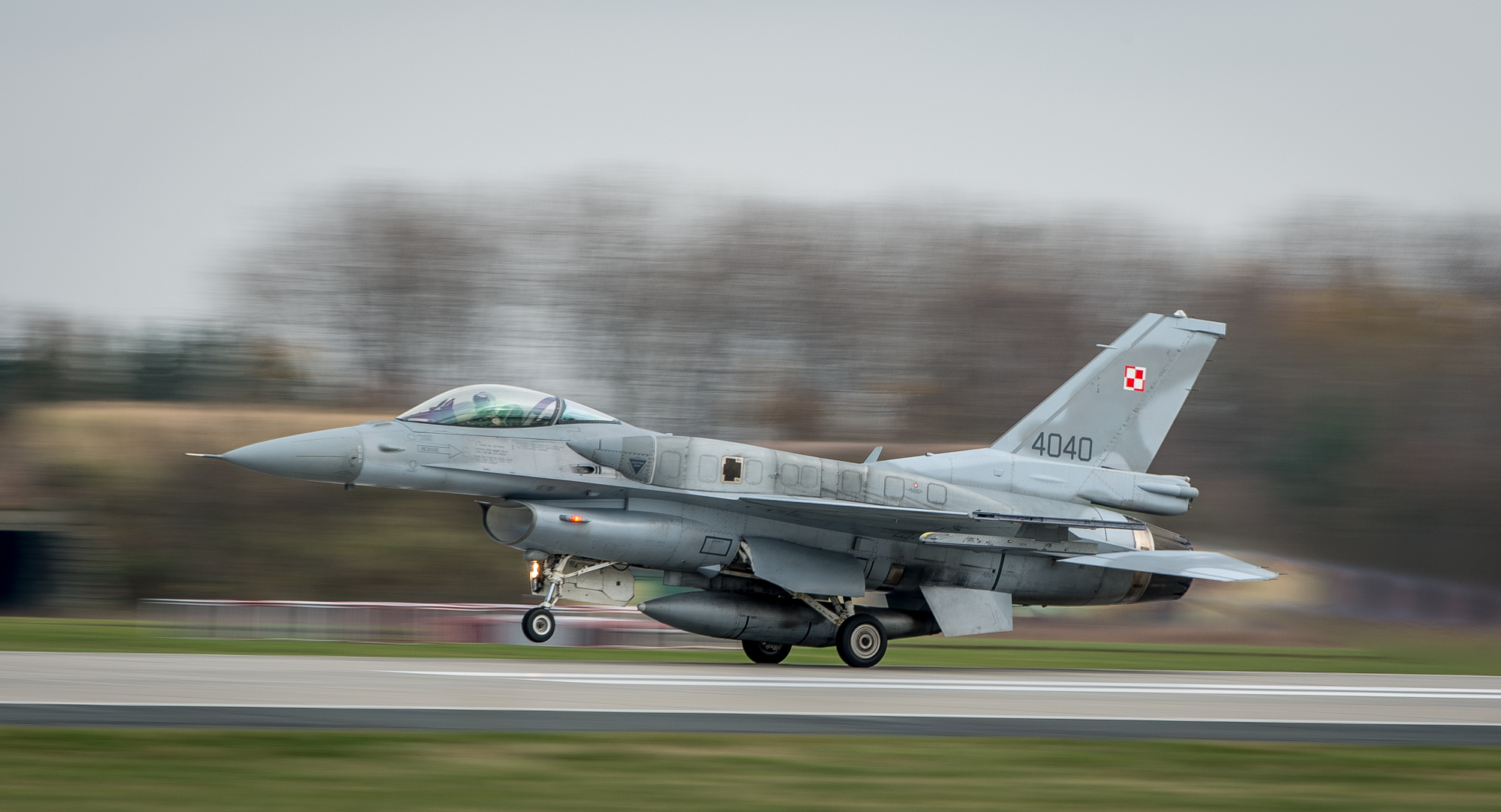
F-16C

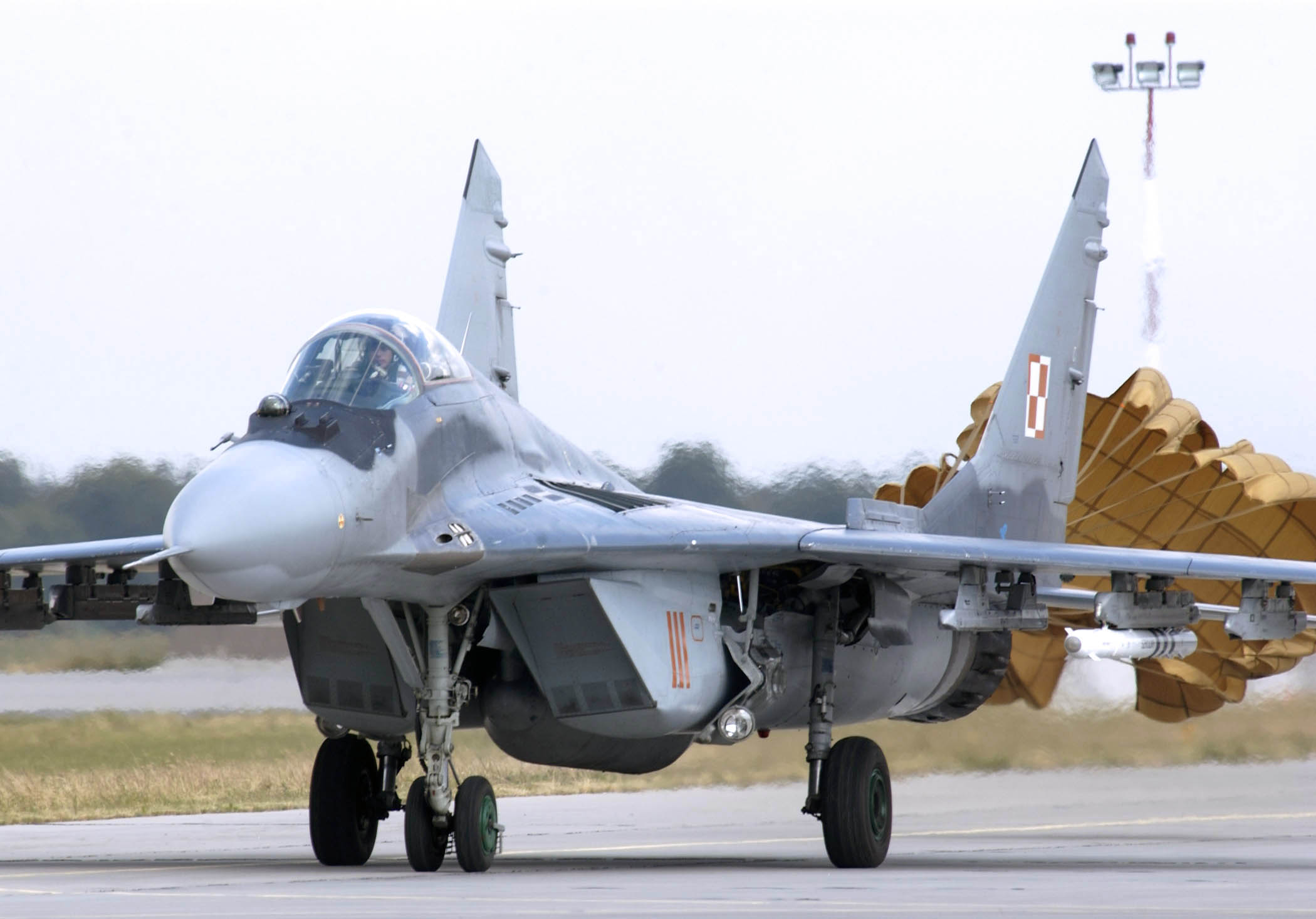
MiG-29A

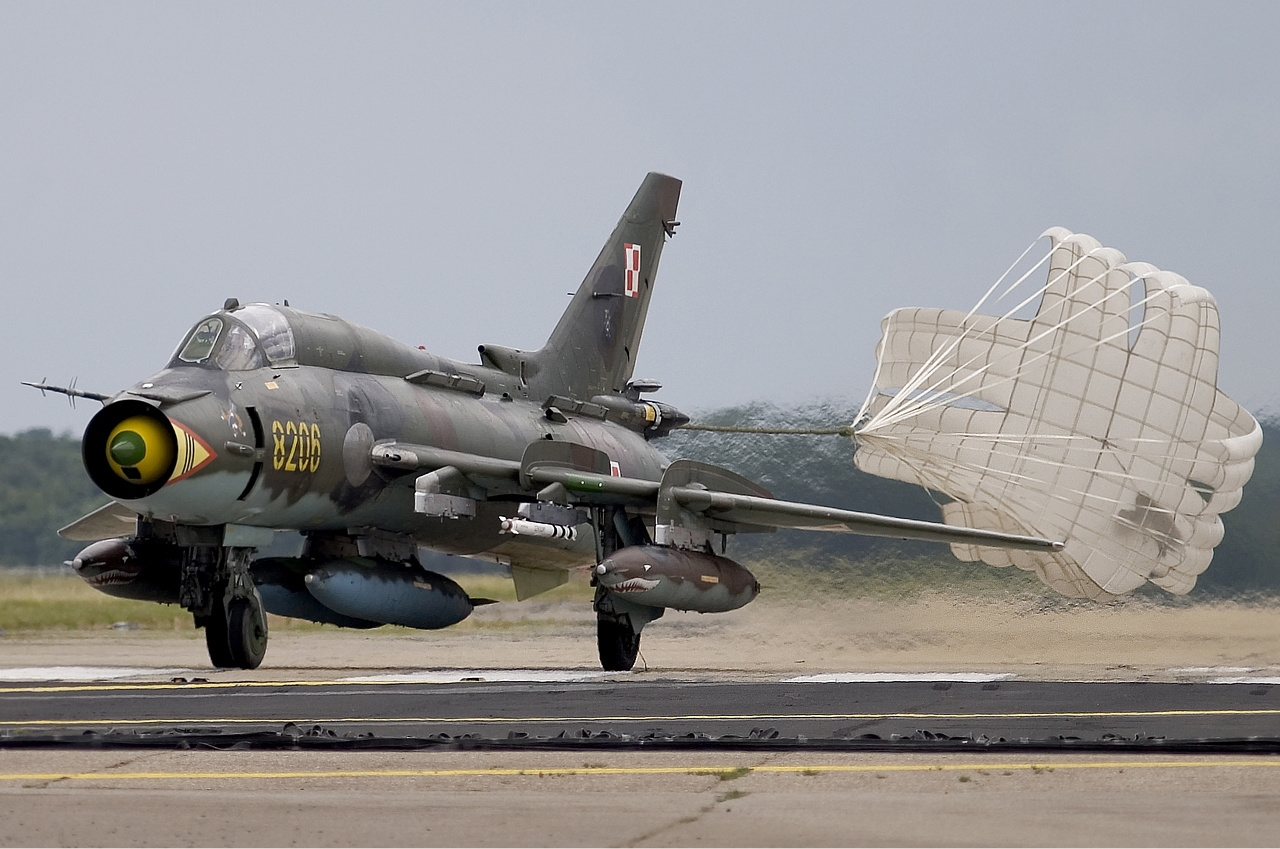
Su-22M4

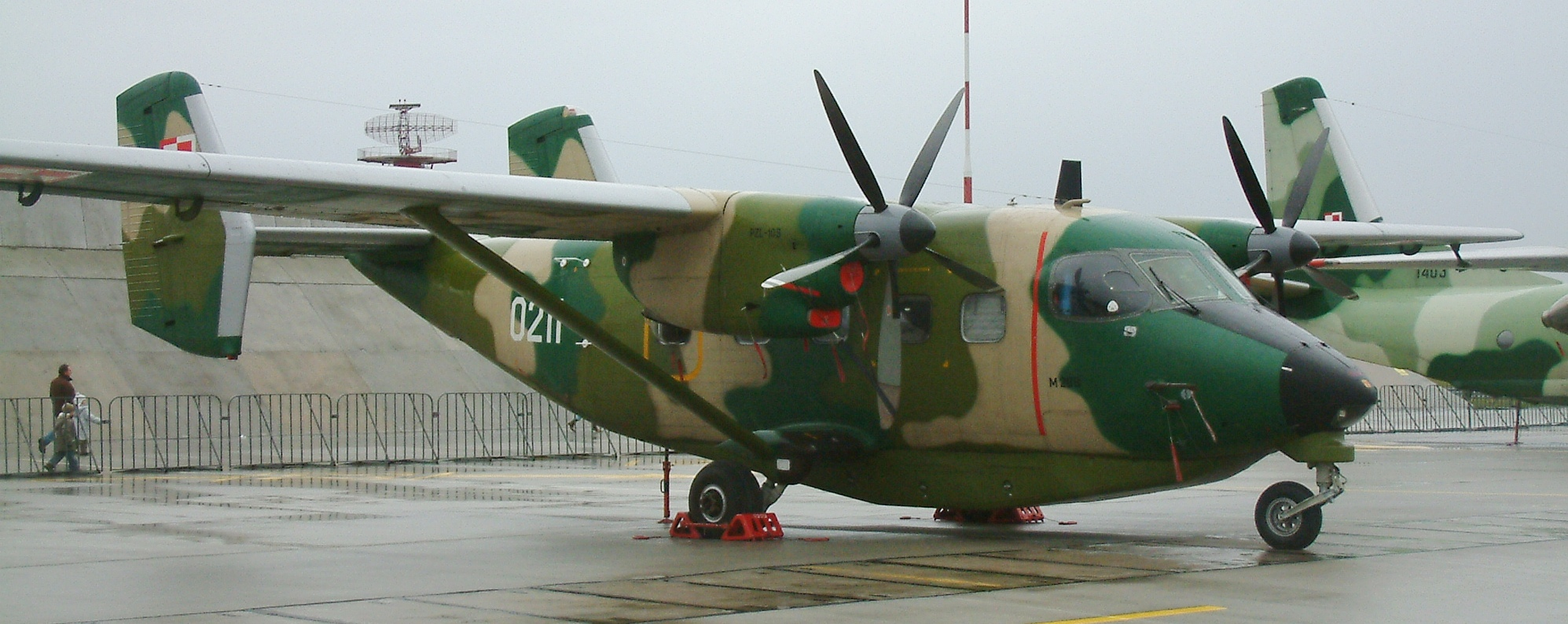
PZL M28

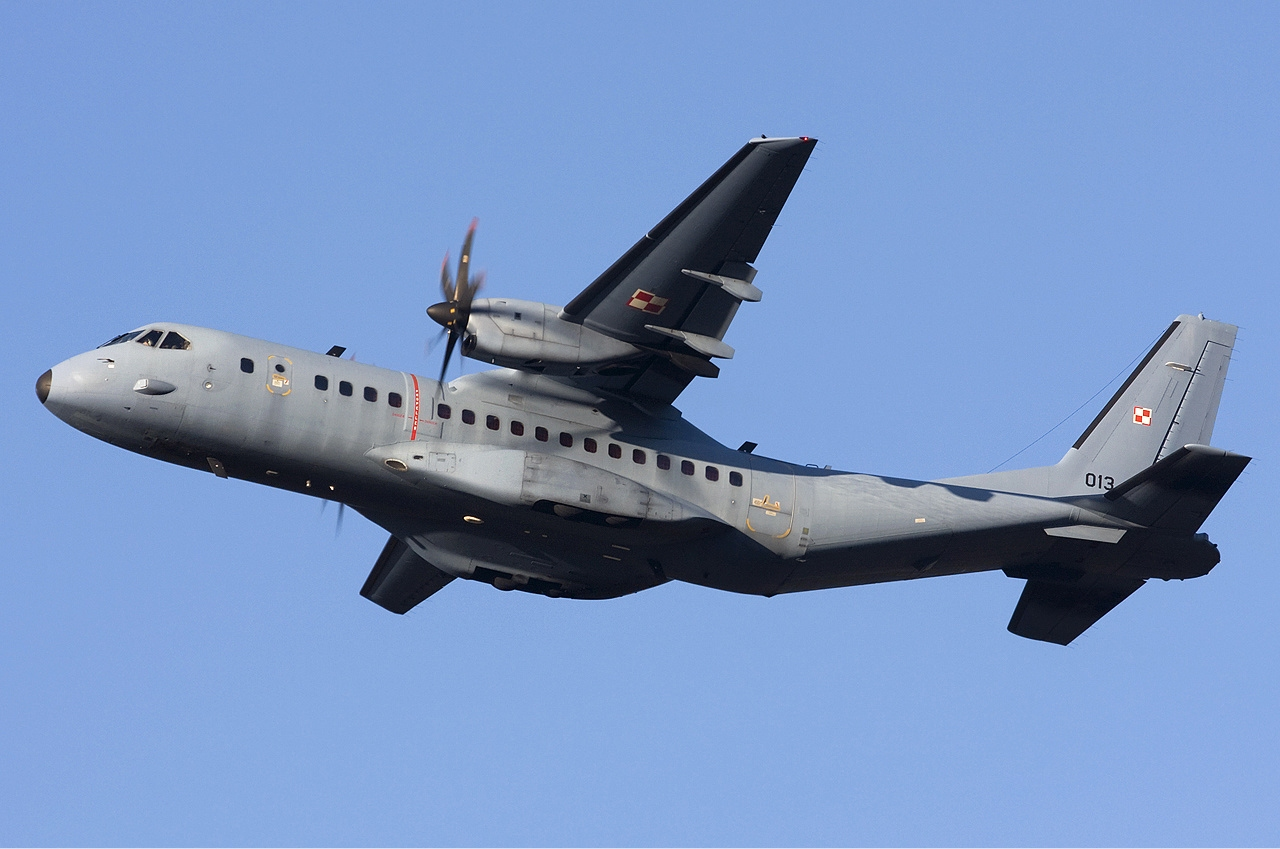
C-295M

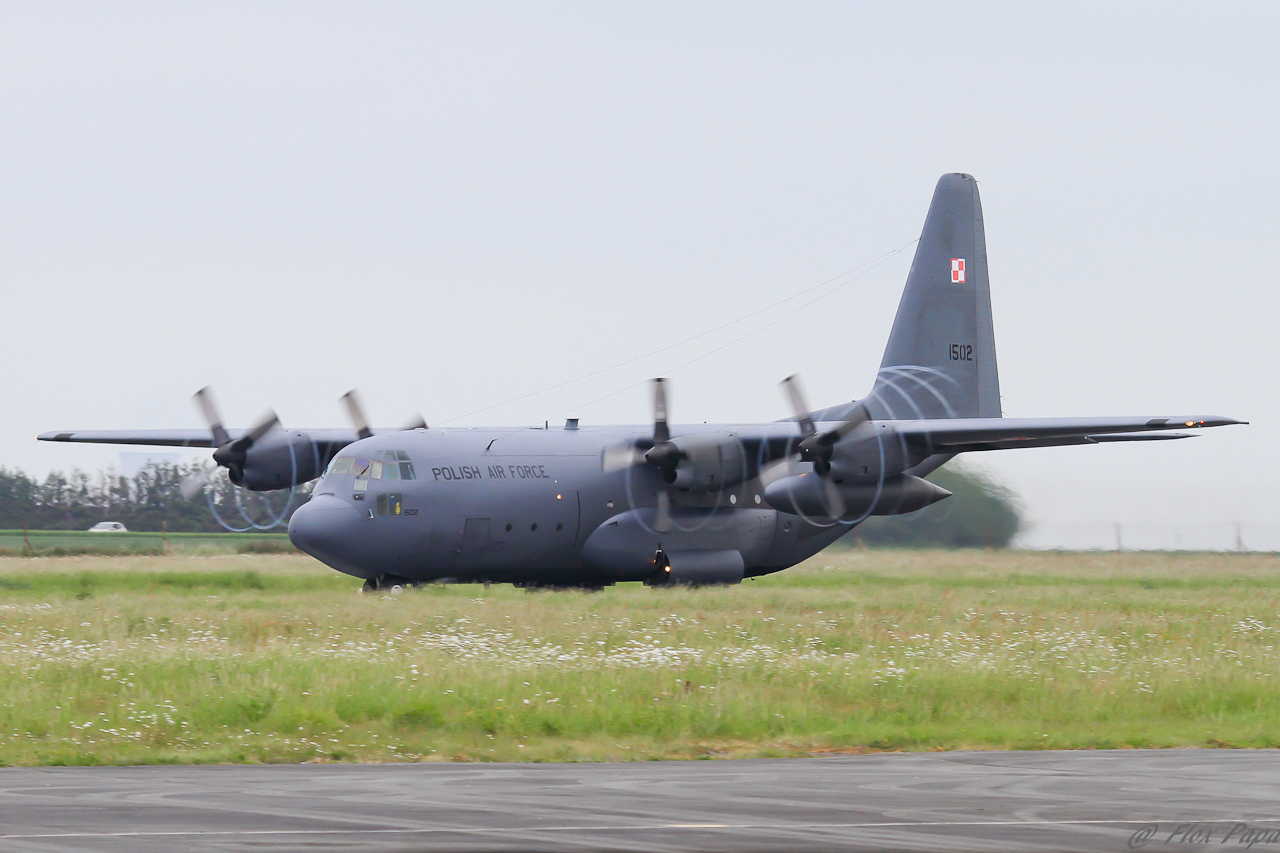
C-130E

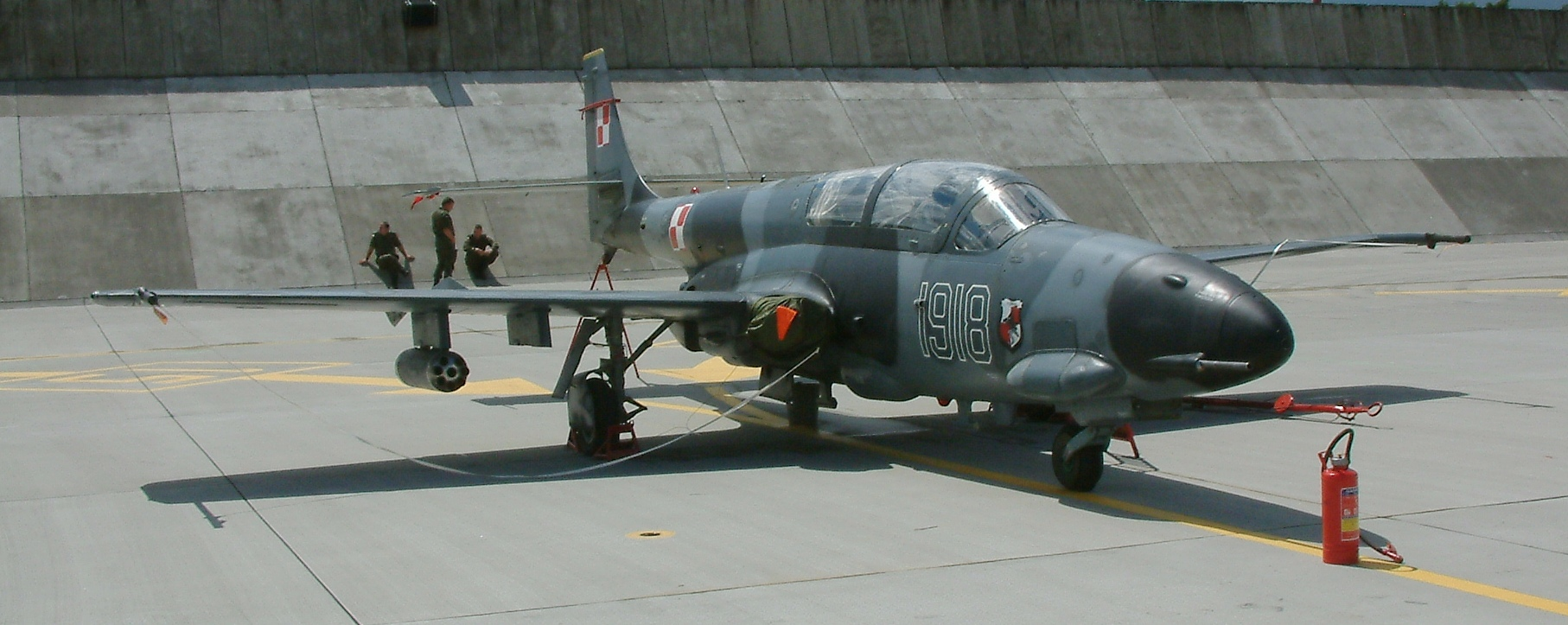
TS-11 Iskra

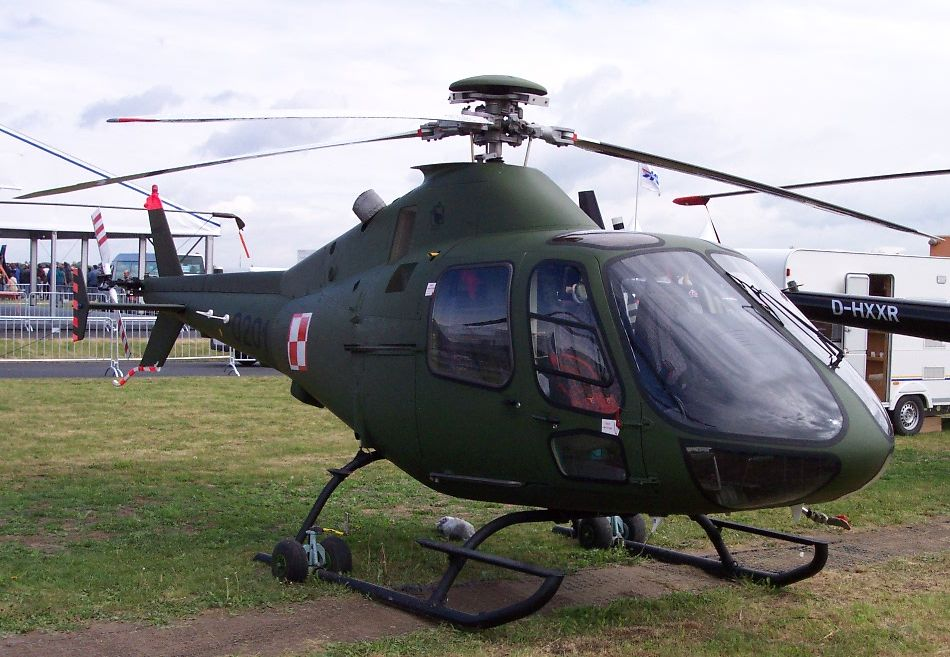
PZL SW-4

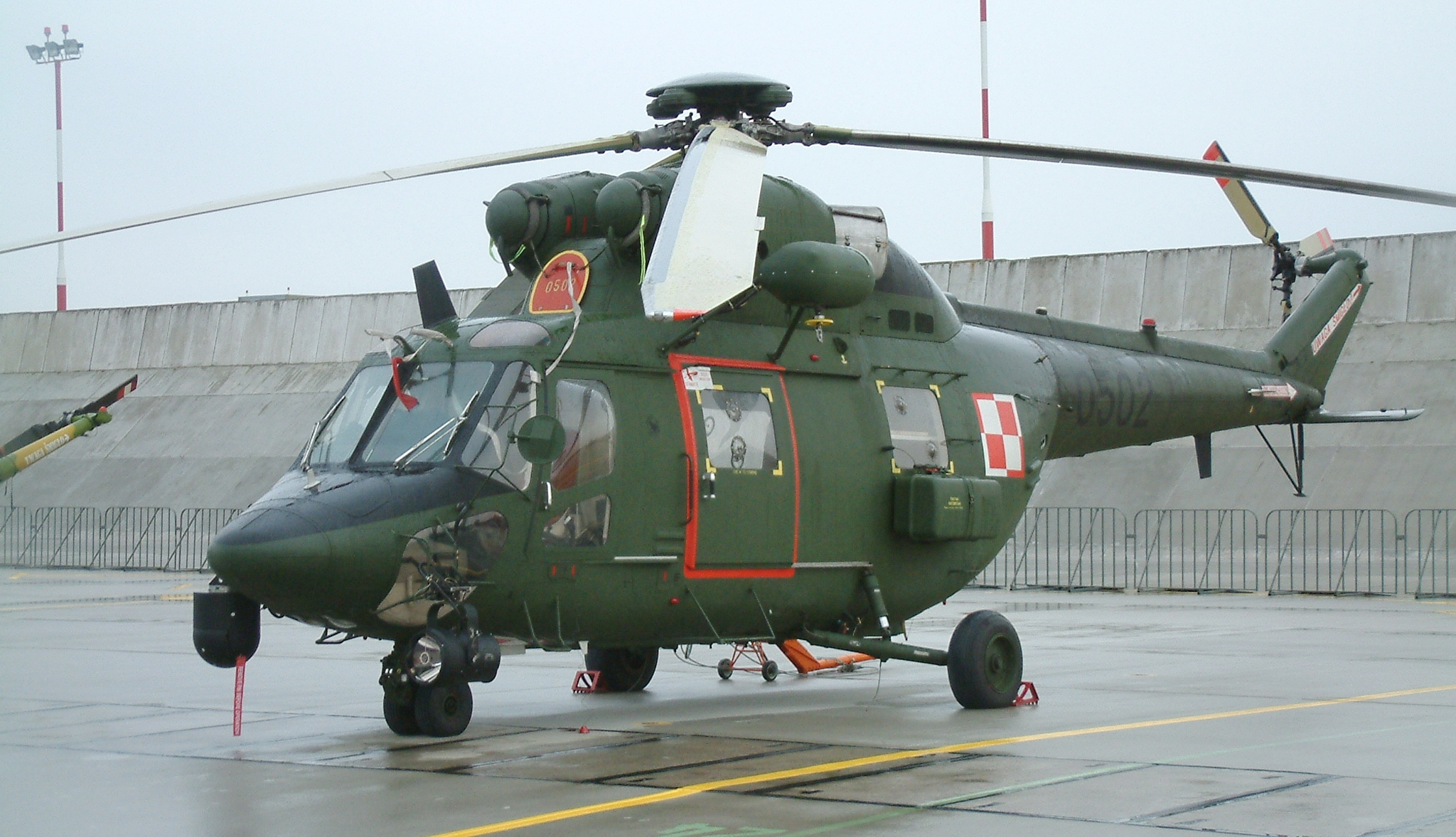
W-3RL Sokół

### Inspektorát vzdušných sil
Inspektorat Sił Powietrznych
- útvary přímo podřízené Generálnímu velitelství složek ozbrojených sil (Dowództwo Generalne Rodzajów Sił Zbrojnych)

### Vojenské letectvo
Wojska Lotnicze
- 1. křídlo taktického letectva, Świdwin
  - 21. základna taktického letectva, Świdwin – Su-22
  - 22. základna taktického letectva, Malbork – MiG-29
  - 23. základna taktického letectva, Mińsk Mazowiecki – MiG-29

- 2. křídlo taktického letectva, Poznaň
  - 31. základna taktického letectva, Poznaň – F-16
  - 32. základna taktického letectva, Łask – F-16

- 3. křídlo dopravního letectva, Powidz
  - 1. základna dopravního letectva, Varšava-Okęcie – Mi-8, W-3
  - 8. základna dopravního letectva, Krakov-Balice – C-295, PZL M28, Mi-2, Mi-8
  - 33. základna dopravního letectva, Powidz – C-130, PZL M28, Mi-17
  - skupiny SAR na letištích Świdwin, Mińsk Mazowiecki a Krakov-Balice

- 4. křídlo cvičného letectva
  - 41. základna cvičného letectva – TS-11, Mi-2, PZL SW-4, M-346
  - 42. základna cvičného letectva – PZL-130, PZL M28
  - Centrum inženýrsko-leteckého výcviku

### Vojsko protiletadlové obrany
Wojska Obrony Przeciwlotniczej
- 3. raketová brigáda protivzdušné obrany, Varšava
  - 32. raketový oddíl, Olszewnica Stara
  - 33. raketový oddíl, Gdyně
  - 34. raketový oddíl, Bytom
  - 35. raketový oddíl, Skwierzyna
  - 36. raketový oddíl, Mrzeżyno
  - 37. raketový oddíl, Sochaczew
  - 38. oddíl zabezpečení, Sochaczew

### Radiotechnické vojsko
Wojska Radiotechniczne
- 3. radiotechnická brigáda, Vratislav
  - 3. radiotechnický prapor, Sandoměř
  - 8. radiotechnický prapor, Lipowiec
  - 31. radiotechnický prapor, Vratislav
  - 34. radiotechnický prapor, Chojnice

## Letecká technika

### Bojové letouny
Hlavní bojovou sílu polského letectva představuje 48 víceúčelových stíhacích letounů F-16C/D Block 52+ (36 jednomístných F-16C a 12 dvoumístných F-16D), které mohou mimo jiné letecké výzbroje nést i střely s plochou dráhou letu AGM-158 JASSM. Všech 48 strojů (6 ročně) by mělo rozsáhlou modernizací odpovídající zhruba nejnovějším strojům F-16 Block 70/72 (F-16V), vzhledem k bezpečnostní situaci o dva roky dříve oproti původním plánům.
Ve výzbroji se nachází také 31 stíhacích letounů MiG-29, z nichž bylo 16 modernizováno polským průmyslem a společností Israel Aerospace Industries (IAI), přičemž jejich technická životnost byla prodloužena do roku 2030. Posledním typem bojového letounu je stíhací bombardér Suchoj Su-22, provozovaný v počtu 32 kusů. Osm jednomístných Su-22M4 a šest dvoumístných Su-22UM3K s novou avionikou a nátěrem by mělo být v provozu do roku 2025. Letouny MiG-29 a Su-22 mají být po roce 2020 nahrazeny novými stroji vzešlými z programu Harpyje (Harpia). Polské letectvo plánuje nákup 48 až 64 víceúčelových bojových letadel.
Dne 31. ledna 2020 bylo oznámeno podepsání smlouvy o nákupu 32 kusů amerického stroje Lockheed Martin F-35A v celkové hodnotě 4,6 miliardy USD, jejichž dodání je plánováno na roky 2024–2030.
Polsko zároveň především díky rychlosti dodávek oznámilo v roce 2023 nákup až 48 jihokorejských lehkých stíhacích letounů FA-50, což v zemi vyvolalo kontroverze. První letka strojů byla do Polska dodána do jednoho roku od podepsání smlouvy. Stroje by měly zčásti zajistit protivzdušnou obranu během vyřazování starších Mig-29 a Su-22 a modernizace polských F-16.

### Přehled
Tabulka obsahuje přehled letecké techniky polského letectva podle ročenky World Air Forces 2025. V tabulce nejsou zahrnuty bezpilotní letouny a vrtulníky provozované polským pozemním vojskem (1. brigádou letectva pozemního vojska a 25. brigádou vzdušné kavalérie) ani hlídkové letouny a vrtulníky polského námořnictva (viz Brygada Lotnictwa Marynarki Wojennej).
| Název                          | Fotografie     | Původ          | Určení                    | Verze          | Ve službě      | Poznámky                                                                                |                |
| Bojové letouny                 | Bojové letouny | Bojové letouny | Bojové letouny            | Bojové letouny | Bojové letouny | Bojové letouny                                                                          | Bojové letouny |
| ------------------------------ | -------------- | -------------- | ------------------------- | -------------- | -------------- | --------------------------------------------------------------------------------------- | -------------- |
| MiG-29                         |                | Sovětský svaz  | stíhací letoun            | MiG-29A        | 23             | 10 darováno Ukrajině                                                                    |                |
| MiG-29                         |                | Sovětský svaz  | cvičně-bojový letoun      | MiG-29UB       | 23             | 5 používaných pro výcvik.                                                               |                |
| Suchoj Su-22                   |                | Sovětský svaz  | stíhací bombardér         | Su-22M4        | 32             |                                                                                         |                |
| Suchoj Su-22                   |                | Sovětský svaz  | cvičně-bojový letoun      | Su-22UM3K      | 32             |                                                                                         |                |
| F-16 Fighting Falcon           |                | USA            | víceúčelový bojový letoun | F-16C          | 36             | V roce 2024 podepsána smlouva o modernizaci všech 48 F-16 na verzi F-16V (Block 70/72). |                |
| F-16 Fighting Falcon           |                | USA            | cvičně-bojový letoun      | F-16D          | 12             |                                                                                         |                |
| F-35                           |                | USA            | víceúčelový bojový letoun | F-35A          | 2/32           | 32 objednáno                                                                            |                |
| T-50                           |                | Jižní Korea    | víceúčelový bojový letoun | FA-50          | 12/48          | 48 objednáno v červenci 2022.                                                           |                |
| AEW&C                          |                |                |                           |                |                |                                                                                         |                |
| Saab 340                       |                | Švédsko        | AEW&C                     | Saab 340 AEW&C | 2              |                                                                                         |                |
| Dopravní a transportní letouny |                |                |                           |                |                |                                                                                         |                |
| Boeing 737                     |                | USA            | dopravní letoun           | 737-800        | 2              | celkem objednány 2 letouny                                                              |                |
| CASA C-295                     |                | Španělsko      | transportní letoun        | C-295M         | 16             |                                                                                         |                |
| PZL M28                        |                | Polsko         | transportní letoun        |                | 23             |                                                                                         |                |
| C-130 Hercules                 |                | USA            | transportní letoun        | C-130E C-130H  | 5/10           | Celkem 10 objednáno.                                                                    |                |
| Gulfstream G550                |                | USA            | dopravní letoun           |                | 2              |                                                                                         |                |
| Vrtulníky                      |                |                |                           |                |                |                                                                                         |                |
| Mil Mi-8                       |                | Sovětský svaz  | transportní vrtulník      | Mi-8, Mi-17    | 11             |                                                                                         |                |
| PZL Mi-2                       |                | Polsko         | užitkový vrtulník         |                | 17             |                                                                                         |                |
| PZL W-3 Sokół                  |                | Polsko         | užitkový vrtulník         |                | 15             |                                                                                         |                |
| Cvičné letouny                 |                |                |                           |                |                |                                                                                         |                |
| Alenia M-346                   |                | Itálie         | cvičný letoun             |                | 15             |                                                                                         |                |
| PZL-130 Orlik                  |                | Polsko         | cvičný letoun             |                | 27             |                                                                                         |                |
| PZL TS-11 Iskra                |                | Polsko         | cvičný letoun             |                | 8              |                                                                                         |                |
| Diamond DA42 Twin Star         |                | Rakousko       | cvičný letoun             |                | 3              |                                                                                         |                |
| PZL SW-4                       |                | Polsko         | cvičný vrtulník           |                | 24             |                                                                                         |                |
| Guimbal Cabri G2               |                | Francie        | cvičný vrtulník           |                | 6              |                                                                                         |                |
| Robinson R44                   |                | USA            | cvičný vrtulník           |                | 3              |                                                                                         |                |
| Bezpilotní letouny             |                |                |                           |                |                |                                                                                         |                |
| MQ-9 Reaper                    |                | USA            | bojový dron               | MQ-9B          | 0              | 3 objednané.                                                                            |                |
| Bayraktar TB2                  |                | Turecko        | bojový dron               |                | 24             |                                                                                         |                |